# 刺杜蜜花刺節蜱
刺杜蜜花刺節蜱（学名：Anthocoptes insulanars）为節蜱科花刺節蜱屬下的一个种。